# كبريتيد الأمونيوم
كبريتيد الأمونيوم هو مركب كيميائي لاعضوي صيغته NH4)2S)، ويوجد على هيئة محلول عديم اللون إلى أصفر.

## التحضير
يحضر هذا المركب من أثر غاز كبريتيد الهيدروجين في الأمونيا:
{\displaystyle {\ce {2 NH3 + H2S -> (NH4)2S}}}
يخضع هذا التفاعل إلى توازن كيميائي، إذ يتشكل في الشروط المخبرية كبريتيد هيدروجين الأمونيا [NH4]SH.

## الخواص
يكون كبريتيد الهيدروجين في الحالة صلباً مستقراً فقط عند درجات حرارة منخفضة (قرابة −18 °س)؛ وعند درجات أعلى من ذلك يتفكك إلى بيكبريتيد الأمونيوم والأمونيا وثلاثي كبريتيد ثنائي الأمونيا. أما في الظروف العادية فيوجد على شكل محلول من أيونات الكبريتيد والأمونيوم.

## الاستخدامات
يستخدم محلول كبريتيد الأمونيوم بشكل واسع في الكيمياء التحليلية في تفاعلات الكشف التقليدية عن عدد من كاتيونات العناصر، وخاصة الفلزات الانتقالية.